# マンガルール・セントラル-ティルヴァナンタプラム・ヴァンデ・バーラト急行 (アラップーザ経由)
この項目では、インドの急行列車の1種別であるヴァンデ・バーラト急行のうち、アラップーザを経由してマンガルール（旧：マンガロール）とティルヴァナンタプラムを結ぶ列車（英語: Mangaluru Central Kasaragod-Thiruvananthapuram Vande Bharat Express (via Alappuzha)）について解説する。

## 概要
インドの都市であるカサラゴッドとティルヴァナンタプラムには、コッタヤムを経由して両都市を結ぶヴァンデ・バーラト急行（カサラゴッド-ティルヴァナンタプラム・ヴァンデ・バーラト急行）が2023年4月から運行されている。同列車は運行開始直後に乗車率190 %を記録し、それ以降も乗車率が170 %を超え続けるなど多数の利用客数を記録していた。そこで、混雑の緩和とヴァンデ・バーラト急行の着席数確保を図るため、同区間に新たな列車を設定する事が決定した。そして2023年9月24日に出発式典が実施され、翌9月25日から本格的な営業運転が開始された。その後、2024年3月12日にはカサラゴッドからマンガルールまでの区間が延伸され、同都市からの利便性の向上が図られている。
マンガロール中央駅とティルヴァナンタプラム中央駅の間を結びカサラゴッド駅を始めとする複数の駅に停車するが、既存のカサラゴッド - ティルヴァナンタプラム間を結ぶヴァンデ・バーラト急行とは経由区間が異なり、アラップーザ駅方面を走行する。ティルヴァナンタプラム中央駅方面の列車は火曜日、マンガロール中央駅方面の列車は月曜日以外の週6日運行する。
使用される電車は8両編成で、従来の青色と白色を基調としたものからサフランオレンジを用いた新デザインの塗装が初めて採用されている。

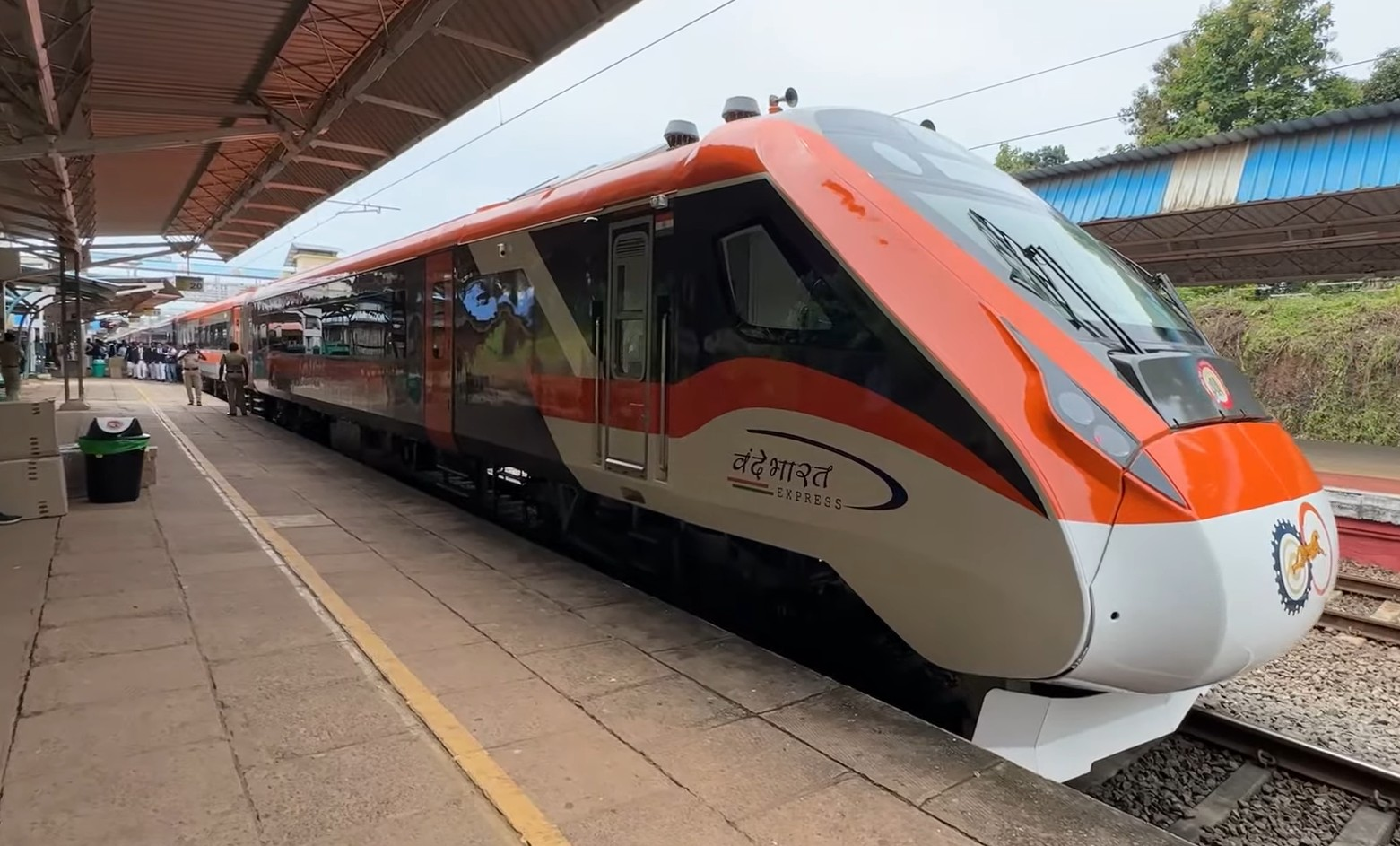
カサラゴッド駅に停車中の列車（2023年撮影）
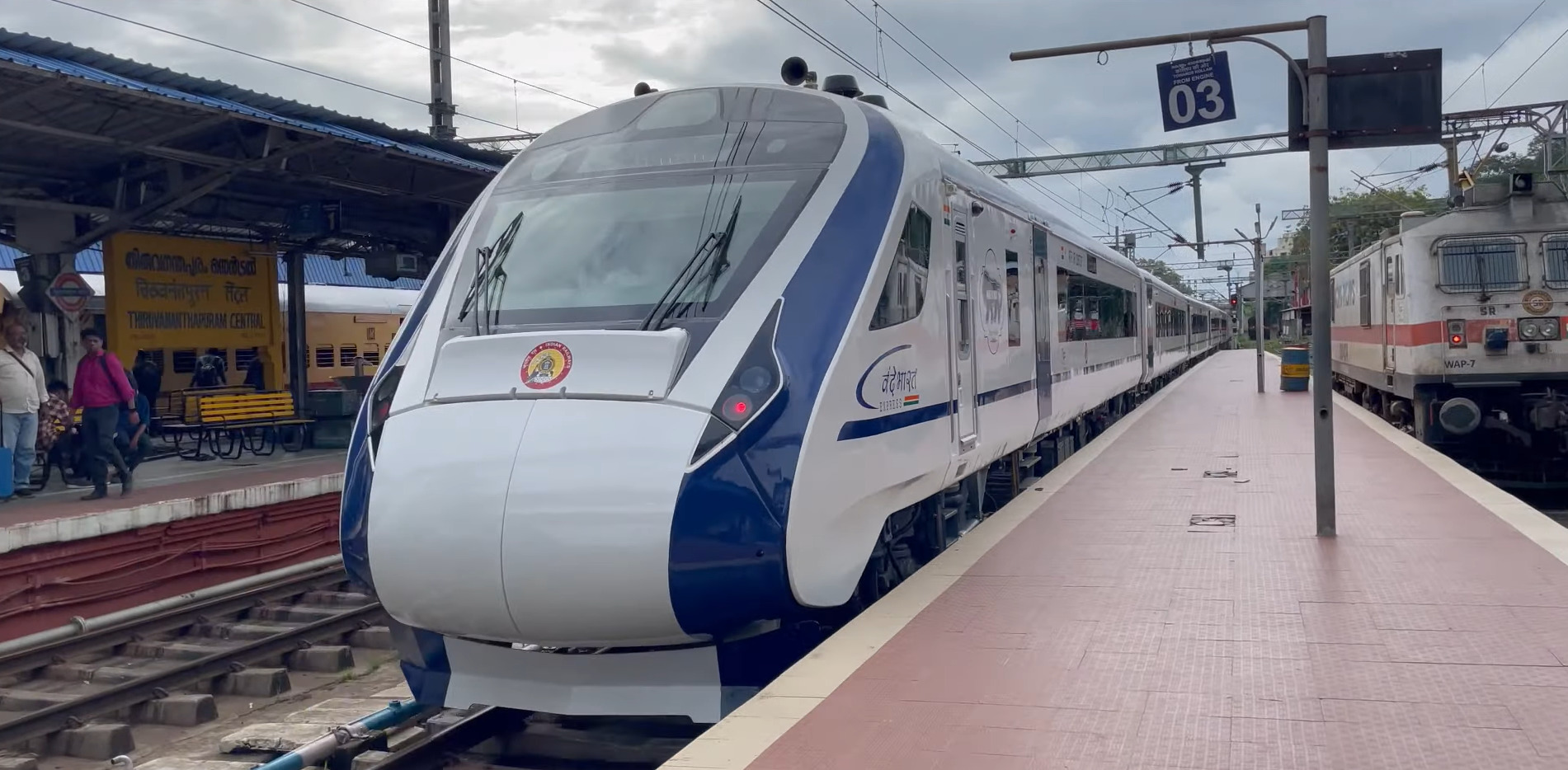
従来の塗装の編成が使われる場合もある（2023年撮影）